# Lijst van burgemeesters van 't Zandt
Dit is een lijst van burgemeesters van de voormalige Nederlandse gemeente 't Zandt tot die gemeente op 1 januari 1990 opging in de gemeente Loppersum.
| Ambtsperiode | Naam burgemeester                    | Partij of stroming | Bijzonderheden                                                                                       |
| ------------ | ------------------------------------ | ------------------ | --- |
| 1811 - 1814  | Ate Rowaan                           |                    | maire, vervolgens deurwaarder                                                                        |
| 1814 - 1820  | Hindrik Helperi Kimm                 |                    | schout, vermoord na ruzie 13 april 1820                                                              |
| 1820 - 1844  | Harm Cornelis Eenkema                |                    | |
| 1844 - 1856  | Enno Ebels Cleveringa (1801-1870)    |                    | |
| 1856 - 1863  | mr. Anthonius Lijphart               |                    | werd griffier van het Kantongerecht in Winschoten                                                    |
| 1863 - 1876  | Herman Frederik Deel                 |                    | was burgemeester van Avereest, werd notaris in Slochteren                                            |
| 1876 - 1886  | Tjalling Petrus Tresling             |                    | was burgemeester van Ezinge, werd burgemeester van Smallingerland                                    |
| 1886 - 1889  | dr. Nicolaus Westendorp Boerma       |                    | was van beroep chirurgijn-vroedmeester                                                               |
| 1889 - 1891  | jhr. Scato Gockinga                  |                    | werd burgemeester van Appingedam                                                                     |
| 1892 - 1896  | Jan Berends Westerdijk               | VDB                | werd burgemeester van Uithuizermeeden en onder andere lid van de Eerste Kamerlid; beroep: landbouwer |
| 1896 - 1897  | mr. Willem de Sitter                 |                    | werd burgemeester van Appingedam                                                                     |
| 1897 - 1901  | Pieter Venhuizen                     |                    | werd burgemeester van Uithuizermeeden                                                                |
| 1902 - 1908  | Hendrik Albertus Reinold Jonkers     |                    | werd burgemeester van Klaaswaal en Numansdorp                                                        |
| 1909 - 1933  | Luurt Harms Coolman                  |                    | liet in 1911 de Burgemeesterswoning bouwen                                                           |
| 1933 - 1946  | Enno Ebels Cleveringa (1883-1947)    |                    | in 1947 verdronken in het 't Zandstermaar                                                            |
| 1946 - 1973  | Jo (J.A.) Teenstra                   |                    | |
| 1973 - 1978  | Piet (P.E.) Brons                    | ARP                | was burgemeester van Bierum                                                                          |
| 1978 - 1986  | Henk (H.A.) van der Munnik           | ARP / CDA          | tevens burgemeester van Bierum, werd burgemeester van Tholen                                         |
| 1986 - 1990  | Wil (W.A.) Snoeck Henkemans-Bruijnes | PvdA               | waarnemend burgemeester                                                                              |